# Mohammed Nabus
Mohammed Nabbous, (in arabo محمد النبوس) (Bengasi, 27 febbraio 1983 – Bengasi, 19 marzo 2011), è stato un giornalista libico.
Anche noto con il soprannome di "Mo", fu il fondatore della TV Libya Al-Hurra, la prima stazione televisiva privata con sede a Bengasi sulla scia della rivoluzione del 17 febbraio in Libia, che ha contribuito alla scintilla della rivoluzione nel paese e alle sommosse popolari in Libia del 2011.
Nabbous è stato ucciso dalle forze fedeli al dittatore libico Muʿammar Gheddafi a Bengasi mentre raccoglieva prove contro le false dichiarazioni di un cessate il fuoco da parte del regime di Gheddafi in risposta alla risoluzione 1973 del Consiglio di sicurezza delle Nazioni Unite.
"Ha toccato il cuore di molti con il suo coraggio e spirito indomito. Ci mancherà molto e lascia dietro di sé la sua giovane moglie e un bambino non ancora nato", ha detto Sharon Lynch, rappresentante di una stazione TV.
Nabbous sarebbe stato colpito alla testa da un cecchino subito dopo aver raccolto evidenze delle false dichiarazioni del regime di Gheddafi relative alla dichiarazione di cessate il fuoco. Nabbous era in condizioni critiche fino alla sua scomparsa intorno alle 3 del pomeriggio ora italiana (CET). La moglie di Nabbous ha annunciato la sua tragica morte in un video sulla TV Libya Al-Hurra.
"Voglio far sapere a tutti voi che Muhammed è morto per questa causa e speriamo che la Libia diventerà libera," la moglie di Nabbous ha detto tra le lacrime. "Grazie a tutti. E non smettiamo di fare quello che stiamo facendo finché questo non sarà finito. Quello che ha iniziato deve andare avanti, non importa cosa succede," ha aggiunto. "Ho bisogno che ognuno faccia tutto quello che può per questa causa. Per favore fate continuare questo canale e mobilitare le vostre autorità. Ci stanno ancora bombardando, stanno ancora sparando e molte persone moriranno. Non lasciate che ciò che Mo iniziato finisca in niente, gente, fate sì che ne valga la pena," ha esortato tutti coloro che aiutavano la rete e la causa della Libia.
Nel corso degli ultimi giorni e ore della sua vita, Nabbous continuò a raccogliere informazioni attraverso video e fornendo commenti in merito al bombardamento della centrale elettrica di Bengasi e dell'esplosione del serbatoio del carburante del 17 marzo, alle forze di Gheddafi che lanciavano missili su Bengasi dalla vicina cittadina di Sultan il 18 marzo, alla distruzione e agli attacchi contro i civili sempre da parte delle forze di Gheddafi la mattina del 19 marzo, e alla morte delle vittime più giovani di Gheddafi: due bambini uno delletà di 4 mesi e l'altro di 5 anni uccisi da un missile mentre dormivano nella loro camera da letto la mattina del 19 marzo. Nabbous si domandò: "E se quella fosse stata la nostra casa, e se questa fosse stata la nostra camera da letto?"
Nabbous è stato percepito come il volto della rivoluzione libica e fu una delle prime persone a essere intervistate da giornalisti occidentali subito dopo che Bengasi fu liberata dalle forze del regime. "Non ho paura di morire, ho paura di perdere la battaglia!" è stata una delle prime dichiarazioni di Nabbous dopo aver creato il canale. Gli sopravvivono sua moglie e un figlio non ancora nato. Fra le sue varie dichiarazioni, riportate in video streaming da vari siti sulla rete, c'è quella, durante una conversazione con Ben Wedeman (corrispondente della CNN al Cairo), che Gheddafi farebbe uso di droghe prima di rilasciare le sue dichiarazioni.
Mohammed Nabbous è stato di fatto il primo giornalista a lavorare indipendentemente in Libia dopo la rivoluzione del '69 ed il secondo a cadere vittima delle forze del regime dopo Ali Hassan al-Jaber, un cameramen di Al-Jazeera.